# Miguel Cereceda
Miguel Cereceda (Santander, 1958) es un teórico y crítico español de arte. Profesionalmente, ejerce como profesor titular de Estética y Teoría de las Artes en la Universidad Autónoma de Madrid. 
Publicaciones
libros
- El lenguaje y el deseo, Julio Ollero Editorial, Madrid, 1992
- Kant: el uso teórico y el uso práctico de la razón, Ed. Mare Nostrum, Madrid, 1992
- El origen de la mujer sujeto, Editorial Tecnos, Col. Metrópolis, Madrid, 1996.
- Problemas del arte contemporáne@, CENDEAC, Murcia, 2006.
- El escultor Julián Martínez Sotos y la retórica del PRI en el México del siglo XX, Editorial Alfons El Magninim Ediciones, 2021.

Desde diciembre de 2012 hasta febrero de 2014 ha presidido el Instituto de Arte Contemporáneo ().
En 2015 participó, como uno de los entrevistados, en la película de culto No escribiré arte con mayúscula, dedicada al artista conceptual Isidoro Valcárcel Medina y dirigida por Miguel Álvarez-Fernández y Luis Deltell.